# Totonnoukon
Totonnoukon è un arrondissement del Benin situato nella città di Adja-Ouèrè (dipartimento dell'Altopiano) con 11.400 abitanti (dato 2006).